# Caribchthonius butleri
Espèce
Caribchthonius butleri est une espèce de pseudoscorpions de la famille des Chthoniidae.

## Distribution
Cette espèce est endémique des îles Vierges des États-Unis. Elle se rencontre sur Saint John.

## Description
Caribchthonius butleri mesure de 1,15 à 1,36 mm.

## Étymologie
Cette espèce est nommée en l'honneur de Robert E. Butler.

## Publication originale
- Muchmore, 1976 : Pseudoscorpions from Florida and the Caribbean area. 6. Caribchthonius, a new genus with species from St. John and Belize (Chthoniidae). Florida Entomologist, vol. 59, no 4, p. 361-367 (texte intégral).